# The Eternal Grind

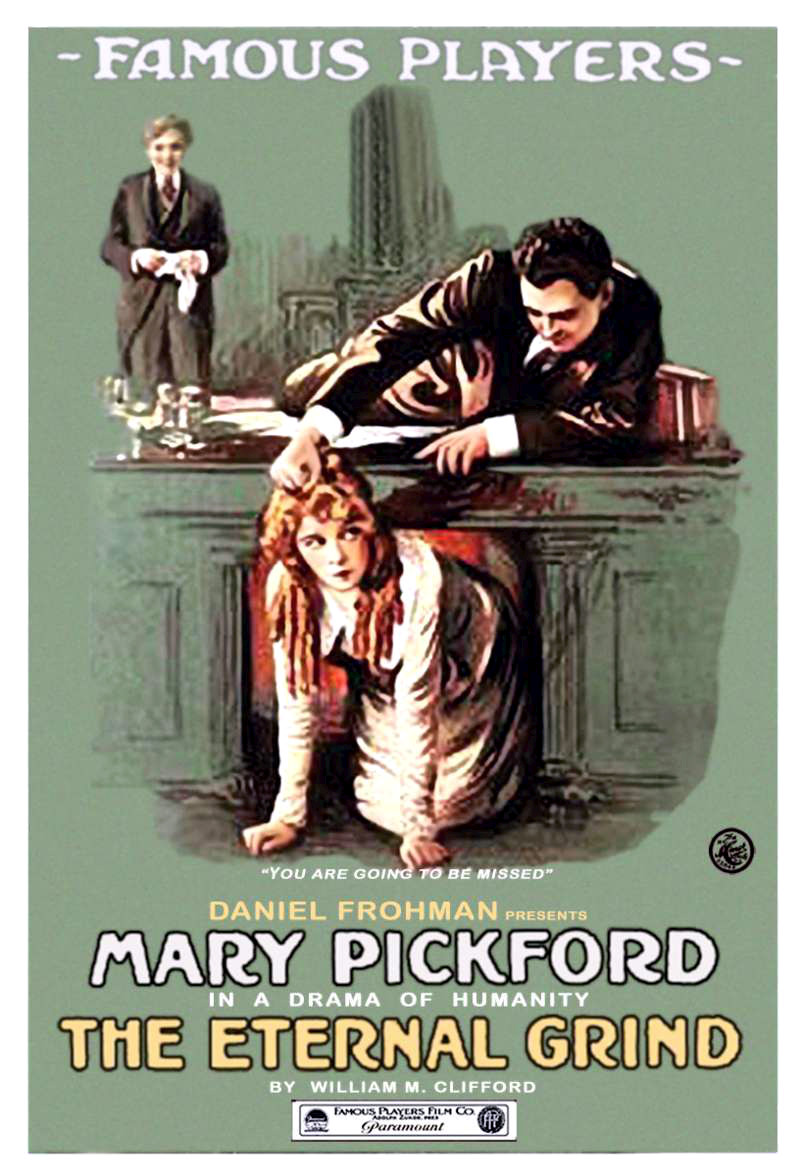
Poster do filme The Eternal Grind

The Eternal Grind é um filme de drama mudo produzido nos Estados Unidos e lançado em 1916.